# Klettgauer Tracht

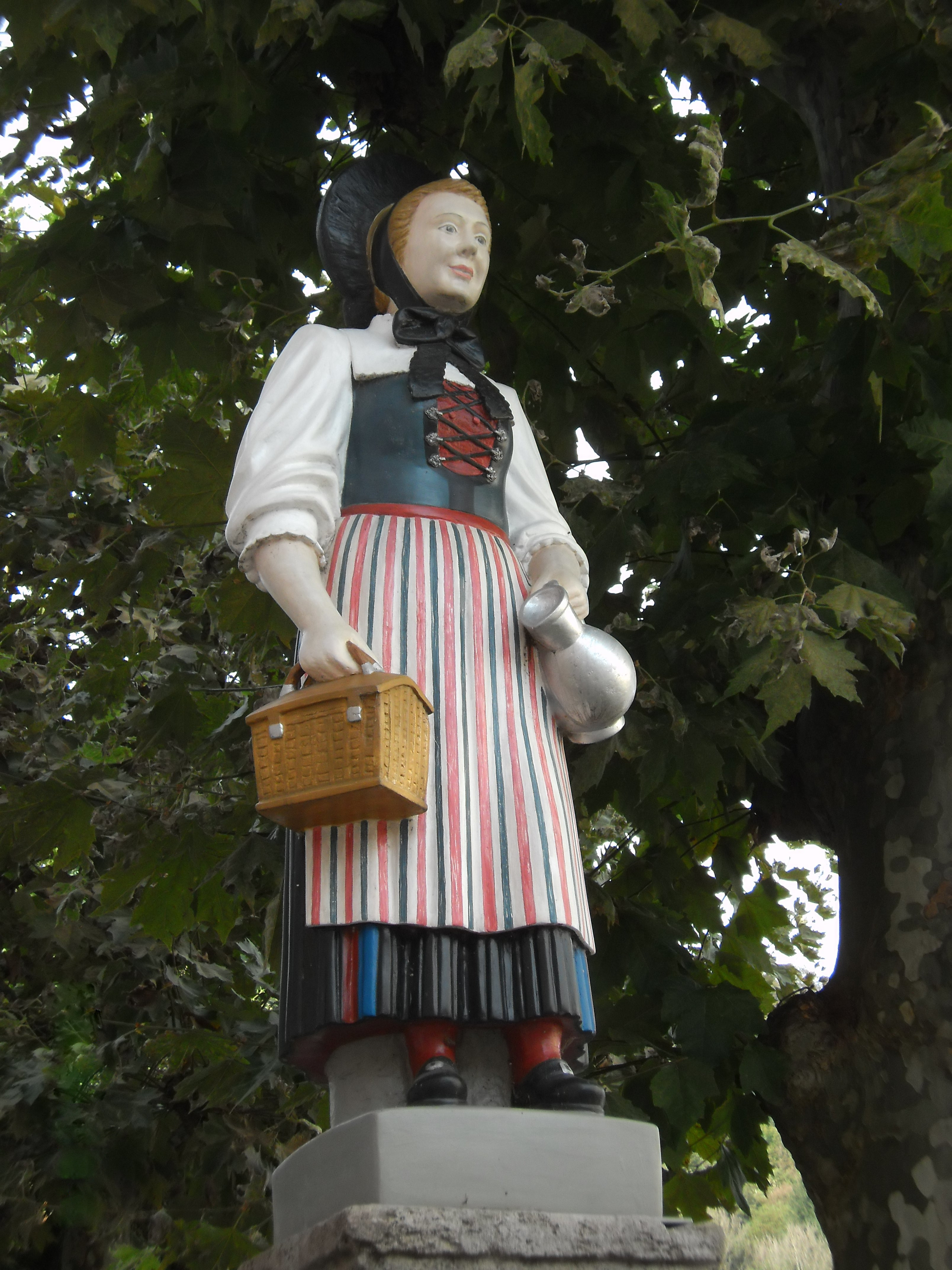
Die Klettgauer Tracht, Figur auf dem Marktplatzbrunnen in Tiengen

Die Klettgauer Tracht ist eine überlieferte Tracht, die heute noch an Festtagen im Klettgau getragen wird. Am Schwyzertag 1953 wurde die Tracht in Tiengen durch die Gründung der Gruppe Klettgauer Heimattracht wieder neu belebt.
Zu sehen ist sie vor allem bei festlichen Anlässen, etwa dem Schwyzertag, der Waldshuter Chilbi oder dem Erzinger Weinfest. Auf dem Marktplatzbrunnen in Tiengen ist die Figur einer Trachtenträgerin mit der Klettgauer Tracht zu sehen. Die Klettgauer Tracht ist eng verwandt mit der Schaffhauser Tracht und der Hallauer Tracht, die eine kleine schwarze Samthaube und ein schwarzes Halstuch ausweist und heute noch im Kanton Schaffhausen und im Reiat getragen wird. Alte Abbildungen der Tracht gibt es von Franz Niklaus König und Josef Reinhard. Typisch ist die Farbenpracht, das Mieder mit bunten Seidenbändern und das Fürtuch, ebenfalls meist gebändert. Die Klettgauer Männertracht gleicht der Hotzenwälder Tracht.